# (248835) 2006 SX368
2006 أس أكس 368 (ويعرف أيضًا باسم (248835) 2006 أس أكس 368 وفق تسمية الكوكب الصغير) (بالإنجليزية: 2006 SX368)‏ هو كويكب ضمن حزام الكويكبات؛ وترتيبه 248835 من حيث الاكتشاف.
اكتُشف هذا الجُرم الفلكي بواسطة آدم بلوك ‏ في 16 سبتمبر 2006.

## وصلات خارجية
- (248835) 2006 SX368 في قاعدة بيانات مختبر الدفع النفاث لأجرام النظام الشمسي الصغيرة

- الاكتشاف · مخطط المدار ·  العناصر المدارية · المعلمات المادية

- (248835) 2006 SX368 على موقع ويكي سكاي: DSS2, SDSS, GALEX, IRAS, Hydrogen α, X-Ray, Astrophoto, Sky Map, Articles and images